# Crassicauda magna
Crassicauda magna is een rondwormensoort uit de familie van de Tetrameridae. De wetenschappelijke naam van de soort is voor het eerst geldig gepubliceerd in 1939 door Johsnton & Mawson.